# Little Johnny Jones
Little Johnny Jones (* 1. November 1924 in Jackson, Mississippi; † 19. November 1964 in Chicago, Illinois) war ein US-amerikanischer Pianist und Sänger, der besonders durch seine Arbeit mit Muddy Waters und Elmore James bekannt wurde.

## Leben
Jones wurde in eine musikalische Familie hinein geboren, seine Mutter spielte Klavier in Kirchen in Jackson und sein Vater spielte Gitarre und Harmonika. Aber sein größter Einfluss, wie bei vielen Pianisten aus Chicago, war Big Maceo Merriweather, der ihn unter seine Fittiche nahm und ihn auch als „Sohn“ bezeichnete. Jones kam 1946 aus Mississippi nach Chicago und etablierte sich bald als gesuchter Musiker. Nachdem Big Maceo Merriweather einen Schlaganfall hatte, der seine Hand lähmte, ersetzte Johnny Jones ihn in der Band von Tampa Red. Als Pianist war er auf seinen Aufnahmen von 1949 bis 1953 zu hören. Ebenso war er auf „Screamin' and Cryin'“ von Muddy Waters zu hören und auf Aufnahmen von Howlin’ Wolf. Von 1952 bis 1956 unterstützte er Elmore James bei seinen Aufnahmen und bildete mit ihm, dem Saxophonisten J. T. Brown und dem Drummer Odie Payne die „Broomdusters“ die zahllose Aufnahmen für Meteor, Flair, Chief, Chess, Vee Jay und Fire aufnahmen. Bei „Flip, Flop & Fly“ spielte er Klavier für Big Joe Turner. Er spielte oft im Sylvio's, dem wichtigsten Klub in Chicagos Westside. Dort spielten drei Bands am Abend und oft saß Jones bei allen drei am Klavier.
1949 nahm er seine erste Single „Big Town Playboy“ für Aristocrat auf. Auf dieser Aufnahme wurde er von Muddy Waters, Jimmy Rogers, und Leroy Foster begleitet. Der Titel wurde 1955 vom Gitarristen Eddie Taylor neu aufgenommen. Neben seinen pianistischen Fähigkeiten war auch seine Stimme packend. Bis 1953 nahm er selbst noch zwei Singles auf. Danach war er, bis zu seinem Tod 1964 wieder in Clubs und als Sessionmusiker tätig, unter anderen mit Howlin’ Wolf, Sonny Boy Williamson, Syl Johnson, Billy Boy Arnold und Magic Sam.
Bruce Iglauer meint in den Liner Notes zu Live in Chicago with Billy Boy Arnold, dass, wenn er bis in die 1970er-Jahre gelebt hätte, sein Ruhm mit dem von Otis Spann konkurrieren hätte können. Und Bill Dahl meint im All Music Guide, dass er einer der größten Pianisten war, die jemals in Chicago gelebt haben.
Johnny Jones starb am 19. November 1964 an Lungenkrebs.

## Diskographie

### Singles
- „Big Town Playboy“/„Shelby County Blues“, Aristocrat 405
- „Sweet Little Woman“/„I May Be Wrong“, Flair 1010
- „Hoy, Hoy“/„Doin' the Best I Can (Up the Line)“, Atlantic 1045

### Album
- Live in Chicago with Billy Boy Arnold, Alligator AL-4717 (1979)